# Prinzip (Band)
Prinzip war eine deutsche Hardrockband. Die Band wurde 1973 gegründet und existierte bis 1990.

## Geschichte
Die Band wurde 1973 in Ost-Berlin gegründet. Gründungsmitglieder waren:
- Jürgen Matko Matkowitz (* 1950) (Gitarre, Gesang), ehemals Renft und Uve Schikora Combo
- Frank Czerny (* 1947) (Bass, Gesang), ehemals  Bürkholz-Formation
- Reinhard Miehatsch (Schlagzeug), früher Uve Schikora Combo, wurde 1976 von Klaus Scharfschwerdt (Schlagzeug), ehemals Vulcan, später Puhdys, abgelöst.

Das Trio wurde 1977 ergänzt durch
- Rainer Kirchmann (* 1952) (Keyboard, Gesang), der später zu Pankow ging.

1979 kam Bernd Haucke (* 1950) (Schlagzeug), ehemals SET, später NO 55 und Modern Soul Band, und ersetzte damit Scharfschwerdt.
Ihre zweite Langspielplatte, Der Steher, erschien 1980. Der Titel Schlag auf Schlag stieß bei den Behörden wegen seiner pessimistischen Grundhaltung auf Kritik. Daraufhin wurde er für den Rundfunk der DDR gesperrt. Im selben Jahr verließ Kirchmann die Band und ging zu 4 PS. Er wurde ersetzt durch den Sänger
- Ralf „Bummi“ Bursy, der vorher bei den Bands Regenbogen und  Keks gespielt hatte. Durch Bursy und den fehlenden Keyboarder wurde die Band wieder rockiger. 1982 wurde Frank Czerny entlassen, weil er keine staatliche Erlaubnis bekam, mit der Band im Westen aufzutreten.
- Bodo Huth (Bass) von Elefant stieg in die Band ein. Er stieg wenige Jahre später wieder aus und wurde durch
- Uwe Geisler (Bass) (ehemals Christin D. und Smokings Rockshow) ersetzt. Als Bursy die Band 1986 wegen seiner Solokarriere verließ, erweiterte die Band sich um
- Wolfgang Franke (ehemals PVC) und
- Michael Hofmann (Schlagzeug). Kurz vor ihrer Auflösung 1990 stieg
- Michael Barakowski in die Band ein.

Prinzip gelang 1974 der Sieg beim Intertalentewettbewerb der Fernsehsendung rund und  1975 der erste Platz bei der Musikauktion in Jena. Anfang 1976 traten sie vor Erbauern der Drushba-Trasse in der damaligen Sowjetunion auf.
1988 absolvierten sie in der UdSSR 60 Konzerte in acht Wochen, obwohl kurz zuvor die gesamte Technik bei einem Verkehrsunfall vernichtet worden war.
Jürgen Matkowitz, der ehemalige Bandchef, betreut heute ein Moskauer Tonstudio für Heavy-Metal-Bands und tourt als Laserkünstler mit der Show Flames of Classic durch ganz Deutschland.

## Diskografie

### LPs
- 1978: Feuerrock (Amiga)
- 1980: Der Steher (Amiga)
- 1983: Wir reiten mit dem Sturm (Amiga)
- 1988: Phönix (Amiga)

### CD
- 2002: The Best of Prinzip

### Singles
- 1975: Beschwerde, Müh dich fort (Amiga)
- 1978: Supernummer, Feuer-Rock (Amiga)
- 1978: Charlie Gute Nacht, Hallo Leute (Amiga)
- 1978: Wir werden immer mehr (Amiga)
- 1979: Sonnensage, So kann´s nicht weitergehen (Amiga)
- 1981: Hallo Mary-Lou, Das kleine La, La, La (Amiga)
- 1982: He Girl, Pi-Pa-Po (Amiga)

### Sampler
- Etwa 20 Sampler enthalten Titel der Band.

## Belege
1. ↑  Götz Hintze: Rocklexikon der DDR. Schwarzkopf & Schwarzkopf, Berlin 1999, ISBN 3-89602-303-9, S. 328